# 헤움노군

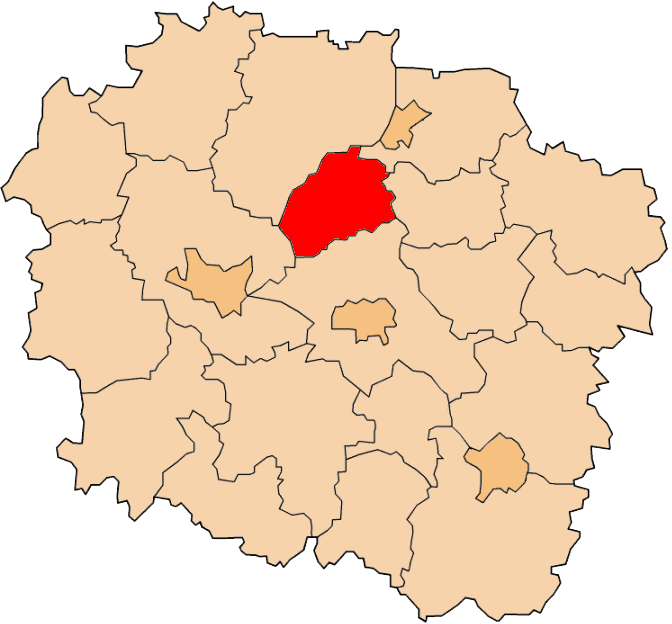
쿠야비포모제주 지도에 표시된 헤움노군의 위치

헤움노군(폴란드어: powiat chełmiński)은 폴란드 쿠야비포모제주에 위치한 군으로 군청 소재지는 헤움노이며 면적은 527.62km2, 인구는 52,018명(2019년 기준), 인구 밀도는 99명/km2이다.
북쪽으로는 시비에치에군, 동쪽으로는 그루지옹츠군, 봉브제지노군, 남쪽으로는 토룬군, 남서쪽으로는 비드고슈치군과 접한다. 7개 지방 자치체(1개 도시, 6개 농촌)를 관할한다.

군기
군 문장